# Келли Трамп
Ке́лли Трамп (англ. Kelly Trump; наст. имя — Николь Хейка (нем. Nicole Heyka); род. 27 августа 1970, Ботроп, Германия) — немецкая порноактриса. Снималась преимущественно в немецких, реже в американских фильмах в 1995—2001 гг.; наиболее известная роль в фильме — «Supergirl: Titten aus Stahl».

## Биография
Детство и юность провела в Гельзенкирхене. Получила образование медсестры-стоматолога, затем работала танцовщицей. В 2001 г. оставила кинокарьеру ради телевизионной. Принимала участие в клипе группы Scooter «Ramp! (The Logical Song)». В 2003 г. вступила в группу участниц шоу любительского бокса среди знаменитостей Promiboxen на немецком канале RTL. Первоначально тренировалась, как резервный боксёр (на случай болезни кого-то из более известных участниц), 1 мая 2004 г. наконец вышла на ринг, но потерпела сокрушительное поражение от 22-летней Юлианы Циглер, звезды одного из германских реалити-шоу. С 6 января 2005 года ведёт немецкое тв-шоу Love Check (Любовь на проверку). Замужем за бывшим участником группы Scooter Акселем Куном.

## Порнокарьера
В 1994 году получила приглашение на съёмки эротического фильма «Опасные мечты» (англ. Dangerous Dreams) и уже только после кастинга узнала, что фильм является порнографическим, однако это не повлияло на её решение. С 1995 года участвует в основном в съёмках зарубежных проектов, созданных такими режиссёрами, как Джо Д’Амато (Италия), Джон Лесли (США) и Марк Дорсель (Франция). В 1997 году подписывает контракт у себя на родине с порностудией Multi Media Verlag. В 2001 году на фестивале Venus Award, получив награду «Лучшая немецкая актриса», заявила о своём уходе из порнобизнеса.

## Награды
- 1995 Erotic Festival of Brussels — Лучшая актриса
- 1997 Erotic Festival of Brussels — Лучшая актриса
- 1997 Venus Award — Лучшая немецкая актриса[1]
- 1999 Venus Award — Лучшая немецкая актриса[1]
- 2001 Venus Award — Лучшая немецкая актриса[1]